# Emblyna crocana
Emblyna crocana är en spindelart som beskrevs av Chamberlin 1948. Emblyna crocana ingår i släktet Emblyna och familjen kardarspindlar. Inga underarter finns listade i Catalogue of Life.